# Fermat's Last Theorem
Fermat's Last Theorem (br: O Último Teorema de Fermat) é um documentário produzido e exibido pela BBC em 1996, e dirigido por Simon Singh, que foi vencedor do prêmio da Academia Britânica de Artes do Cinema e Televisão, em 1997.
O documentário faz parte da série televisiva “BBC Horizon” (9.º episódio da 32.ª temporada), sobre ciência e tecnologia, e apresenta um enredo que circunda sobre o Último teorema de Fermat, um problema que chamou a atenção de matemáticos do mundo todo, e que demorou 358 anos para ser solucionado. A película é frequentemente usada em cursos de cinema como um exemplo de contação de histórias de documentários clássicos.

## Sinopse
| “ | O pano de fundo do Último teorema de Fermat é explorado, começando com o Teorema de Pitágoras. Andrew Wiles e outros matemáticos explicam que Pierre de Fermat expôs seu problema ainda no Século XVII, mas não conseguiu escrever sua prova. O conceito de prova matemática é então explicado, mostrando que você precisaria tentar um número infinito de números para poder checar o Último teorema de Fermat numericamente. Isso não é satisfatório para os matemáticos, que querem provas rigorosas. | ” |

## Prêmios e Indicações
| Ano  | Prêmio       | Categoria           | Resultado | Ref.        |
| ---- | ------------ | ------------------- | --------- | ----------- |
| 1997 | BAFTA awards | Melhor Documentário | Venceu    | [ 2 ]       |
| 1997 | Prix Italia  | Melhor Documentário | Venceu    | [ 5 ] [ 6 ] |
|      | Emmy Awards  |                     | Indicado  | [ 7 ]       |

## Músicas
As músicas tocadas no documentário são:
- Penguin Cafe Orchestra - "Perpetuum Mobile"
- Blondie - "One Way or Another"
- T. Rex - "Metal Guru"